# Miguel Gómez de Silva
Miguel Gómez de Silva y Morales (* 1594 in La Serena, Chile; † 23. Mai 1668 in Santiago de Chile) war ein chilenischer Offizier in Diensten der spanischen Krone. Zu Beginn des Jahres 1668 regierte er übergangsweise als  Gouverneur von Chile.

## Leben
Gómez de Silva kam in La Serena als Sohn von Miguel Gómez de Silva und seiner Ehefrau Isabel de Morales zur Welt. Er begleitete seinen Vater im Krieg in Araukanien gegen die aufständischen Mapuche und war an verschiedenen Stellen stationiert. In Santiago war er 1629 und 1632 Alcalde Ordinario, 1645 amtierte als Corregidor des Gerichtshofes Justicia Mayor und oberster Büttel der Real Audiencia von Chile, der höchsten Instanz der Kolonialverwaltung. 1655 wurde er zum Maestre de Campo und damit zum militärischen Stellvertreter des Gouverneurs befördert.
Er war in erster Ehe mit Catarina Verdugo de la Vega aus Osorno verheiratet, mit der er zehn Kinder hatte. Nach ihrem Tod heiratete er Isabel de la Torre, eine Nichte des Richters Machada, die ihm noch einmal sechs Kinder gebar.
Ende 1667 spitzte sich die Situation des chilenischen Gouverneurs Francisco de Meneses Brito zu; in Peru war ein neuer Vizekönig, Pedro Antonio Fernández, Conde de Lemos, eingetroffen, der bei seiner Ankunft zahlreiche Eingaben und Beschwerden gegen seine Amtsführung und Person von Seiten der chilenischen Kolonialverwaltung und der Real Audiencia von Chile vorfand. Noch im November entschied Vizekönig Fernández, Gouverneur Meneses abzusetzen und durch Diego Dávila Coello y Pacheco, Marqués de Navalmorquende, ablösen zu lassen, der zu dieser Zeit bei ihm in Lima war.
Als die Nachricht Chile im Januar 1668 erreichte, floh Meneses aus dem Amt und verbarg sich – wohl aus Angst, sich vor Gericht verantworten zu müssen. In seiner Funktion als Maestre de Campo übernahm es Gómez, vorübergehend für wenige Wochen die Verwaltung zu übernehmen, obwohl er zu dieser Zeit schon schwer gesundheitlich angeschlagen war. Wesentliche Entscheidungen sind nicht überliefert, aber es war Gómez, der im März 1668 den neuen Gouverneur Dávila in Chile begrüßte und ihm die Geschäfte übertrug. Nur wenige Wochen später starb er im Mai 1668.